# Premonstratenci
Premonstratenci (lat. Ordo Praemonstratensis = Premonstratenski red), kratica (OPraem), so pripadniki verskega reda, ki ga je okoli leta 1120 v Prémontréju pri Laonu ustanovil magdeburški nadškof Sveti Norbert iz Xantena.
Po ustanovitelju se imenujejo tudi Norbentinci, zaradi popolnoma belih kut pa jim pravijo tudi beli kanoniki.
Prevzeli so pravilo sv. Avguština in pod vplivom cistercijanov uvedli trd način življenja v strogem spokorniškem duhu, da bi obnovili stari meniški ideal. Župnijsko delo so povezali s kontemplativnostjo. Leta 1790 je bil red odpravljen (zadnji opat je preminil leta 1834 v Parizu), vendar je bil 1856 obnovljen. Leta 1995 je bilo na svetu okoli 1300 premonstratencev. V naši bližini so se naselili v Grebinju na avstrijskem Koroškem.